# Horn József (közgazdász, 1893–1987)
Horn József Károly (Martonvásár, 1893. október 1. – Budapest, 1987. november 6.) közgazdász, iskolaigazgató, tanügyi főtanácsos.
Tanítóképzőt, majd jogi egyetemet végzett, közben 1914-től már a Vallás- és Közoktatásügyi Minisztériumban dolgozott különböző beosztásokban, ahol még igazgatói kinevezése után is ragaszkodtak ottani munkaköre betöltéséhez. Elsősorban pedagógus volt, számos jogi, közgazdasági, alkotmánytani, kereskedelmi tankönyv szerzője, melyek mind megtalálhatók az OSzK-ban. 1933 és 1945 között a Thököly úti Felső-kereskedelmi Iskolai Tanárképző Intézet Gyakorló Középiskolájának igazgatója, emellett több szakmai szervezet vezetője vagy vezetőségi tagja is volt. A második világháború után, különösen a kommunista hatalomátvételt követően – korai nyugdíjazása, majd nyugdíja megvonása miatt – anyagilag méltatlan körülmények közé került.

## Életpályája
Apja, Horn István, nyerges iparos volt, aki egy átlagos iparosénál szélesebb műveltséggel rendelkezett, nyelveket beszélt, külföldön tanulta ki mesterségét, idősebb korában a falu olvasókörének elnöke volt. Öt gyermekük volt, József volt a középső.
A martonvásári polgári elemi iskola után a budai, Medve utcai tanítóképzőbe járt 1908–1912 között. Elvégzése után Losoncon tanított egy évig. Az 1913–1914-es tanévben másodmagával, mint okleveles tanító, a  Budapesti Állami Elemi Tanítóképző-Intézet internátus igazgatójának segítője volt. Mivel a tanítóképző intézeti érettségi némileg különbözött a gimnáziumokétól, 1914-ben tette le a gimnáziumi érettségi vizsgát a Kaposvári Állami Főgimnáziumban. Az egyetem matematika-fizika szakára szeretett volna beiratkozni, de a háború kitörése miatt a minisztérium katonának behívott alkalmazottainak egyike helyére osztották be. A vallás- és közoktatásügyi minisztérium egyik ügyosztálya vezetőjének titkára lett. A hadba vonulástól mentesítették, mert két bátyja már a harctéren volt. Emellett nevelőtanári munkát is végzett. Munkája mellett már nem volt mód a nappali tagozat végzésére, így a jogi karra iratkozott be, ahol csak vizsgákra kellett megjelenni. 1914–1918 között a Budapesti Királyi Magyar Tudományegyetem  jog- és államtudományi karának rendes hallgatója volt. 1918-ban kitüntetéssel avatták jogi doktorrá.
Mindenképp tanítani szeretett volna, de az egyetem után jogvégzettséggel csak felső-kereskedelmi iskolában lehetett tanár, ahol a jogot és a közgazdaságtant jogvégzettek tanították. 1933-ig párhuzamosan látta el minisztériumi munkáját és tanított óraadóként a Thököly úti Felső-kereskedelmi Iskolában, ami a kereskedelmi iskolai tanárjelöltek gyakorló iskolája volt. Időközben már a Vallás- és Közoktatásügyi Minisztérium, VI. Ügyosztály, tanítóképzők és kereskedelmi iskolák referense lett. Tanárként úttörő munkát végzett a közgazdaságtan tanítása módszertanának kidolgozásában. Mintatanításai és publikációi nagy szerepet játszottak abban, hogy a tanárképző-intézet tanulmányi tanácsa őt javasolta a gyakorló középiskola igazgatói állására annak megüresedésekor 1933-ban.  Karafiath Jenő miniszter ezt úgy engedélyezte, hogy mellette a minisztériumi munkáját is el kellett látnia.
Közben, 1922-ben megnősült. Felesége Kochányi Mária (1896–1990), aki Nyitráról származott. Rákospalotán kaptak szolgálati lakást. Itt született lányuk, Mária (1923–2016) és iker fiaik, Antal (1928–1994) és József (1928–2011). Igazgatói kinevezésekor a Thököly utcai intézményben kaptak elhelyezést. Ebben az időben írta tankönyvei jó részét: a kereskedelmi iskolák részére jogi és közgazdasági, a tanítóképzők részére alkotmánytani és közgazdaságtani tankönyveket, amelyeket az ország összes érdekelt intézményében bevezettek. A Kereskedelmi Akadémia középfokú kereskedelmi iskolájának az ő iskolájával történt összevonásakor az egyesített intézmény igazgatója lett 1940-től. Amikor az iskola átkerült a kultuszminisztériumtól a kereskedelmi minisztérium hatósága alá, akkor - 1946 januárjában - ő a Katolikus Tanügyi Főigazgatóságon kapott állást.
Publikációs tevékenységének egy érdekes momentuma volt, amikor a I. Bécsi Döntés után Teleki Pál miniszterelnökkel, akihez személyes barátság fűzte, tankönyvet kellett összeállítaniuk a visszacsatolt országrészek iskolái érettségi előtt álló tanulóinak részére. Addig ugyanis még azokban a trianoni határokon túli iskolákban is, ahol magyar volt a tanításnyelv, a földrajzot és az alkotmánytant nem magyarul tanulták a tanulók. A könyvet - korábbi írásaik felhasználásával - olyan gyorsan kellett elkészíteni, hogy a sietségben a nyomdánál lemaradt a szerzők neve. Az eredeti írásokkal azonban bizonyítható, hogy Teleki Pál írta a földrajzi, Horn József az alkotmánytani részt. A mű az OSzK-ban megvolt (86.561), de nem ismerték szerzőit, ráadásul Horn József a kommunizmus alatt feltehetően indexen volt, mert művei nem szerepeltek a katalógus cédulái között, csak a rendszerváltás után kerültek vissza. A család tudott a könyv létezéséről, de csak a közelmúltban bukkant rá egyik unokája egy példányára. Ekkor az OSzK is beazonosította a könyvet. Oktatói és igazgatói tevékenysége mellett egész pályafutása során ismeretterjesztő munkát is végzett a rádióban tartott előadásoktól pedagógiai jellegű lapokban történt publikálásig.
A vallás- és közoktatásügyi miniszter az 1936 évi VI. tc. alapján újjáalakított Országos Közoktatási Tanács tagjává nevezte ki az 1942. január 1-éig terjedő időtartamra. 1939 januárjában pedig  tanügyi főtanácsosi címet kapott. Az 1941. november 8-án megválasztották a Kereskedelmi Szakiskolai Tanárok Országos Egyesületének elnökévé. Tagja volt a Magyar Pedagógiai Társaságnak és az Országos Közoktatási Tanács elnöki tanácsának. Munkatársa volt a Pedagógiai lexikonnak, az Uj Idők lexikonának és a Révai Kereskedelmi, Pénzügyi és Ipari Lexikonának.
Mint általános tanulmányi felügyelő az ország számos tanítóképző és kereskedelmi iskolájában elnökölt képesítési vizsgákon, beleértve a visszatért országrészeket. Ezekben az országrészekben gyakran tartott előadásokat, továbbképzéseket az ilyen intézmények tanárainak. 1946 októberében egy új rendelet miatt nyugdíjazták. Tankönyvei még 1948-ig megjelenhettek. (Lásd alább műveinél.)
Bár soha nem végzett politikai tevékenységet, 1950-ben a kommunista hatóságok minden indoklás nélkül megvonták a nyugdíját, amit csak 1956-ban kapott vissza. Hat évig arra kényszerültek feleségével, hogy kertészkedéssel tartsák el családjukat. Ezt az 1956-ban megállapított új, rendkívül alacsony nyugdíj után is folytatni kényszerültek. Lányuk 1942-ben népiskolai tanitói oklevelet szerzett a budapesti, VII. kerületi magyar királyi népiskolai tanítónőképzőben, 1944-ben Abkarovits Endre (irodalmár) tanítóképzőintézeti tanárhoz ment férjhez Egerbe. Két fiuk a műegyetemet végezte el, ahol mindketten oktatóként bent is maradtak, Antal az ábrázoló mértani, József az építéstechnológiai tanszéken. Antal 1993-ig az egyetem oktatója maradt.
1987-ben hunyt el 94 éves korában.

## Művei
A worldcat.org és mokka.hu adatbázisok alapján
- Közgazdasági és jogi ismeretek : polgári fiú- és leányiskolák IV. osztálya számára. Budapest, 1926.
- Közgazdasági ismeretek felső kereskedelmi iskolák számára. 1. kötet a 3. évfolyam, 2. kötet a 4. évfolyam számára. Budapest, Franklin Társulat, 1926-28.
- Alkotmánytan: tanító- és tanítónőképző-intézetek számára. Budapest: Franklin Társulat. 1929, 1932, 1939.
- Közgazdaságtan: felső-kereskedelmi iskolák számára. Budapest: Franklin Társulat, 1929, 1931, 1937, 1938, 1940.
- A közgazdasági ismeretek könyve. Budapest: Királyi Magyar Egyetemi Ny. 1935, 1936, 1937, 1940, 1941.
- Közgazdasági és társadalmi ismeretek: tanító- és tanítónőképző-intézetek számára. Budapest: Franklin Társulat. 1937
- Alkotmánytani és földrajzi ismeretek: a felszabadult területek középiskolának VIII. osztálya számára. (Teleki Pállal) Budapest: Királyi Magyar Egyetemi Nyomda, 1939.
- Gazdasági és társadalmi ismeretek: a gimnázium és a leánygimnázium VI. osztálya és a líceum III. osztálya számára. Budapest, Franklin Társulat, 1940.
- Közgazdaságtan: tanító- és tanítónő-képző intézetek számára. Budapest: Franklin Társulat, 1942.
- Jogi ismeretek: felső-kereskedelmi iskolák számára. (Fülei-Szántó Endrével) Budapest: Franklin Társulat. 1928-30, 1942, 1945.
- A közgazdaságtan nemzeti rendszere. Szeged: Szeged Városi Nyomda és Könyvkiadó Részvénytársaság. 1941, 1942
- Jogi ismeretek: a kereskedelmi középiskolák II. osztálya részére. (Fülei-Szántó Endrével) Budapest: Franklin Társulat, 1941, 1942, 1944, 1945, 1947, 1948.
- Jogi ismeretek a kereskedelmi középiskolák III. osztály részére. (Fülei-Szántó Endrével) Budapest: Franklin Társulat, 1939, 1942, 1944, 1945, 1947, 1948.
- Kereskedelmi ismeretek: a kereskedelmi középiskolák I. évfolyama részére. (Urbányi Jánossal - Zwierina Jenővel) Budapest: Franklin Társulat, 1940, 1943, átdolgozott kiadás: 1946, 1947, 1948.
- Közgazdaságtan. Budapest: Királyi Egyetemi Nyomda, 1942. (IV., kiegészített kiadás)
- Közgazdaságtan: a kereskedelmi középiskola IV. osztálya számára. Budapest: Franklin Társulat, 1943.
- A közgazdasági műveltség értéke. In Emlékkönyv Gyulai Ágost jubileumára. Esszégyűjtemény 1946-ból. Eötvös József Könyvkiadó, Budapest, 1999, 64-67. o. (Az eredeti kéziratos könyv nyomtatott változata.)

## Könyvfordítása németről
- Friedrich List: A politikai gazdaságtan nemzeti rendszere. Budapest, Magyar Közgazdasági Társaság, 1940. (terjedelem: 438 oldal)[23]